# Molly Entangled
Molly Entangled er en amerikansk stumfilm fra 1917 af Robert Thornby.

## Medvirkende
- Vivian Martin som Molly Shawn
- Harrison Ford som Barney Malone
- Noah Beery som Shawn
- G.S. Spaulding som Jim Barry
- Helen Dunbar som Mrs. Barry